# Stade Francis-Le Blé
Das Stade Francis-Le Blé ist ein Fußballstadion in der französischen Hafenstadt Brest, Département Finistère in der Bretagne. Der bretonische Fußballverein Stade Brest hat hier seine sportliche Heimat.

## Geschichte
Eröffnet wurde das Stadion im Jahr 1922 unter dem Namen Stade de l'Armoricaine mit 1800 Plätzen. Wegen des Erfolgs von Stade Brest Anfang der 1980er Jahre wurde das Stadion von der Stadt um eine Tribüne erweitert. Im Sommer 1982 eröffnete man diese Tribüne mit dann 10.002 Plätzen (davon 5746 Sitzplätze). Zudem bekam die Spielstätte ihren heutigen Namen, benannt nach dem ehemaligen Bürgermeister von Brest Francis Le Blé. Die größte Zuschauerzahl mit 21.619 Besuchern war am 6. August 1986 beim Spiel Stade Brest gegen Olympique Marseille (0:0) im Stadion.
Durch die komplette Umwandlung in Sitzplätze reduzierte sich die Kapazität der Arena auf 10.228 Plätze. Im Jahr 2004 stieg Stade Brest in die Ligue 2 auf. Um die Anforderungen der französischen Ligaverbandes und der UEFA zu erfüllen, plante man den Bau eines neuen Stadions in Guipavas, ca. zehn Kilometer nordöstlich von Brest gelegen. Dies war aber nicht umzusetzen.

## Tribünen
Mittlerweile weist das Stadion eine Kapazität von 15.220 Zuschauern auf.
- Tribune Foucauld: Längstribüne, Ost, überdacht, 4850 Plätze, davon 208 Logenplätze
- Tribune Crédit Mutuel Arkéa: Längstribüne, West, überdacht, 6548 Plätze
- Tribune Route de Quimper: Hintertortribüne, Nord, überdacht, 1105 Plätze
- Tribune Top Atlantique: Hintertortribüne, Süd, unüberdacht, 2717 Plätze, davon 696 Plätze für Gästefans

## Geplanter Neubau
Stadt Brest plant weiterhin den Bau eines neuen Stadions mit 15.000 überdachten Plätzen in Guipavas, um das heute über 100 Jahre alte Stade Francis-Le Blé zu ersetzen. Nach gegenwärtigem Stand soll es 106,5 Mio. Euro kosten und im dritten Quartal 2028 fertiggestellt werden.